# لانگ‌استرات
لانگ‌استرات (به هلندی: Langstraat) یک منطقهٔ مسکونی در هلند است که در خوری-افرفلاکی واقع شده‌است. لانگ‌استرات ۱۷۰ نفر جمعیت دارد.